# Misaki Matsuda
Misaki Matsuda (japanisch 松田 美咲 Matsuda Misaki; * 21. August 1998 im späteren Saitama, Saitama) ist eine japanische Tennisspielerin.

## Karriere
Matsuda spielt vor allem auf Turnieren der ITF Women’s World Tennis Tour, bei denen sie bislang einen Einzel- und neun Doppeltitel gewonnen hat.

## Turniersiege

### Einzel
| Nr. | Datum        | Turnier   | Kategorie | Belag             | Finalgegnerin | Ergebnis       |
| --- | ------------ | --------- | --------- | ----------------- | ------------- | -------------- |
| 1.  | 5. März 2023 | Bengaluru | ITF W25   | Hartplatz (Halle) | Misaki Doi    | 7:5, 4:6, 7:65 |

### Doppel
| Nr. | Datum              | Turnier                  | Kategorie | Belag             | Partnerin        | Finalgegnerinnen                     | Ergebnis         |
| --- | ------------------ | ------------------------ | --------- | ----------------- | ---------------- | ------------------------------------ | ---------------- |
| 1.  | 10. April 2021     | Antalya                  | ITF W15   | Sand              | Lee So-ra        | Lucie Havlíčková Miriam Kolodziejová | 6:2, 6:3         |
| 2.  | 27. November 2021  | Milovice                 | ITF W25   | Hartplatz (Halle) | Sakura Hosogi    | Maja Chwalińska Linda Nosková        | 3:6, 6:2, [10:8] |
| 3.  | 23. April 2022     | Antalya                  | ITF W15   | Sand              | Riko Sawayanagi  | Rina Saigō Yukina Saigō              | 7:61, 6:2        |
| 4.  | 30. April 2022     | Antalya                  | ITF W15   | Sand              | Xenija Laskutowa | Rina Saigō Yukina Saigō              | 7:5, 6:4         |
| 5.  | 6. August 2022     | Eupen                    | ITF W25   | Sand              | Aneta Kučmová    | Fernanda Labraña Anna Turati         | 7:65, 6:3        |
| 6.  | 22. April 2023     | Santa Margherita di Pula | ITF W25   | Sand              | Ikumi Yamazaki   | Bianca Fernandez Chiara Scholl       | 4:6, 6:2, [11:9] |
| 7.  | 23. März 2024      | Swan Hill                | ITF W35   | Rasen             | Sakura Hosogi    | Monique Barry Alana Parnaby          | 6:2, 6:2         |
| 8.  | 23. August 2024    | Vigo                     | ITF W35   | Hartplatz         | Sakura Hosogi    | Eva Álvarez Sande Maxine Murphy      | 6:0, 3:6, [10:6] |
| 9.  | 21. September 2024 | Perth                    | ITF W75   | Hartplatz         | Sakura Hosogi    | Naiktha Bains Ankita Raina           | kampflos         |